# Smicridea campana
Smicridea campana is een schietmot uit de familie Hydropsychidae. De soort komt voor in het Neotropisch gebied.